# Anhydro-
In der chemischen Nomenklatur wird die Vorsilbe (Präfix) Anhydro- benutzt, um anzugeben, dass intramolekular Wasser aus einer Stammverbindung abgespalten wurde und deren Bezeichnung (= Name) entsprechend zu ergänzen ist.
| Anhydro- |
| Anhydrotetracyclin mit der blau markierten C=C-Doppelbindung, die durch Wasserabspaltung aus Tetracyclin resultiert. |
| Vergleich: Strukturformel der Stammverbindung Tetracyclin                                                            |

## Ether
Wenn aus einer Stammverbindung an zwei Hydroxygruppen intramolekular Wasser abgespalten ist und ein Ether-Sauerstoffatom verbleibt, benutzt man zur Beschreibung das Sustraktionspräfix „Anhydro-“. Ein Beispiel ist die Bildung eines Oxirans (Epoxid), z. B. 2,3-Anhydro-4-O-methyl-α-D-mannopyranose, einem Anhydrozucker (Zuckeranhydrid).  Diese Definition für die Vorsilbe „Anhydro-“ gibt es auch in der IUPAC-Regel C-44.1.

## Alkene
Wenn aus einem Alkanol (Alkohol, Stammverbindung) intramolekular Wasser abgespalten ist und ein Alken entsteht, benutzt man zur Beschreibung das Sustraktionspräfix „Anhydro-“. Ein Beispiel ist  Anhydrotetracyclin, das so von der Stammverbindung Tetracyclin namentlich abgeleitet wird.  Diese Definition für die Vorsilbe „Anhydro-“ entspricht nicht den IUPAC-Regeln.